# Kamieniec (gmina)
Pour les articles homonymes, voir Kamieniec.
Kamieniec est une gmina rurale du powiat de Grodzisk Wielkopolski, Grande-Pologne, dans le centre-ouest de la Pologne. Son siège est le village de Kamieniec, qui se situe environ 11 km au sud-est de Grodzisk Wielkopolski et 41 km au sud-ouest de la capitale régionale Poznań.
La gmina couvre une superficie de 133,82 km2 pour une population de 6 532 habitants en 2011.

## Géographie

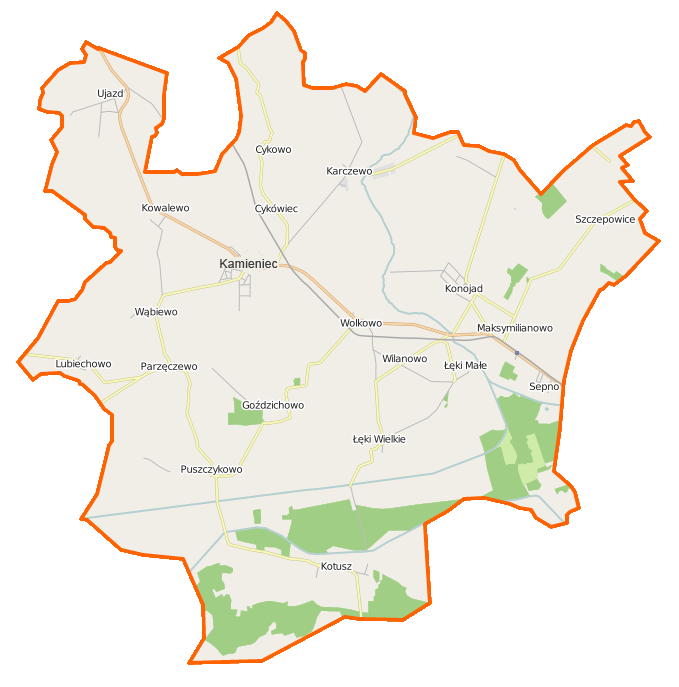
Plan de la gmina.

La gmina inclut les villages de :
- Cykowo
- Cykówiec
- Doły
- Goździchowo
- Jaskółki
- Kamieniec
- Karczewo
- Konojad
- Kotusz
- Kowalewo
- Lubiechowo
- Łęki Małe
- Łęki Wielkie
- Maksymilianowo
- Parzęczewo
- Puszczykowo
- Puszczykówiec
- Sepno
- Szczepowice
- Ujazd
- Ujazd-Huby
- Wąbiewo
- Wilanowo
- Wolkowo

### Gminy voisines
La gmina de Kamieniec est bordée des gminy de :
- Granowo
- Grodzisk Wielkopolski
- Kościan
- Rakoniewice
- Stęszew
- Śmigiel
- Wielichowo

## Structure du terrain
D'après les données de 2013, la superficie de la commune de Kamieniec est de 133,82 km², répartis comme tel :
- terres agricoles : 81 %
- forêts : 9 %

La commune représente 20,54 % de la superficie du powiat.

## Démographie
Données du 30 juin 2004 :
| Description        | Total  | Total | Femmes | Femmes | Hommes | Hommes |
| ------------------ | ------ | ----- | ------ | ------ | ------ | ------ |
| Unité              | Nombre | %     | Nombre | %      | Nombre | %      |
| population         | 6 482  | 100   | 3 250  | 50,1   | 3 232  | 49,9   |
| Densité (hab./km²) | 49     | 49    | 24,6   | 24,6   | 24,4   | 24,4   |